# Mistrzostwa Ukrainy w Skokach Narciarskich 2013
Mistrzostwa Ukrainy w Skokach Narciarskich 2013 – zawody w skokach narciarskich, przeprowadzone 7 i 10 marca 2013 w Worochcie w celu wyłonienia indywidualnego i drużynowego mistrza Ukrainy.
Zawody przeprowadzono na skoczniach Porkka o punkcie konstrukcyjnym umieszczonym na 75 (konkurs indywidualny) i 90 metrze (konkurs drużynowy). 
Pierwszym konkursem jaki rozegrano w ramach Mistrzostw Ukrainy w Skokach Narciarskich 2013 był konkurs drużynowy. Przeprowadzono go na obiekcie K-90, a na jego starcie stanęło 8 czteroosobowych ekip, reprezentujących Obwód iwanofrankiwski i Obwód tarnopolski. Złoty medal w tej rywalizacji zdobyła pierwsza drużyna obwodu iwanofrankiwskiego, skacząca w składzie Andrij Kalinczuk, Ihor Jakibjuk, Wołodymyr Werediuk oraz Witalij Kaliniczenko. Drugie i trzecie miejsce zajęły odpowiednio: pierwsza i druga drużyna okręgu tarnopolskiego.
Drugą częścią rywalizacji w ramach Mistrzostw Ukrainy w Skokach Narciarskich 2013 był konkurs indywidualny, który rozegrano 10 marca 2013 roku. Z powodu opadów deszczu i wysokiej temperatury przeprowadzono go na skoczni K-75, która, w przeciwieństwie do obiektu K-90, została odpowiednio przygotowana. Mistrzem kraju został Wołodymyr Werediuk, który pokonał Andrija Kłymczuka oraz Wiktora Pasicznyka.
Podczas rywalizacji indywidualnej ustanowiono także trzykrotnie rekordy skoczni K-75. Najpierw odległość 74,5 metrów uzyskał Wiktor Pasicznyk, a następnie jego wynik został poprawiony przez Andrija Kłymczuka (80 metrów) oraz Wołodymyra Werediuka (81 metrów).

## Medaliści
| Konkurs                    | Złoto | Srebro                                                                                             | Brąz                                                                                              |
| -------------------------- | --- | -------------------------------------------------------------------------------------------------- | ------------------------------------------------------------------------------------------------- |
| indywidualny skocznia K-75 | Wołodymyr Werediuk                                                                                         | Andrij Kłymczuk                                                                                    | Wiktor Pasicznyk                                                                                  |
| drużynowy skocznia K-90    | Obwód iwanofrankiwski I 1. Andrij Kalinczuk 2. Ihor Jakibjuk 3. Wołodymyr Werediuk 4. Witalij Kaliniczenko | Obwód tarnopolski I 1. Wałerij Morozow 2. Wiktor Pasicznyk 3. Witalij Szumbareć 4. Andrij Kłymczuk | Obwód tarnopolski II 1. Ołeh Wiliwczuk 2. Stepan Pasicznyk 3. Rusłan Bałanda 4. Wasyl Żurakiwśkyj |

## Wyniki

### Konkurs drużynowy (7.03.2013)
| Miejsce | Drużyna | Nota  |
| ------- | --- | ----- |
| 1.      | Obwód iwanofrankiwski I 1. Andrij Kalinczuk 2. Ihor Jakibjuk 3. Wołodymyr Werediuk 4. Witalij Kaliniczenko                         | 810,0 |
| 2.      | Obwód tarnopolski I 1. Wałerij Morozow 2. Wiktor Pasicznyk 3. Witalij Szumbareć 4. Andrij Kłymczuk                                 | 802,5 |
| 3.      | Obwód tarnopolski II 1. Ołeh Wiliwczuk 2. Stepan Pasicznyk 3. Rusłan Bałanda 4. Wasyl Żurakiwśkyj                                  | 639,5 |
| 4.      | Obwód iwanofrankiwski II 1. Mykoła Kusznirczuk 2. Jewhen Marusiak 3. Maksym Suszkow 4. Wasyl Marusiak                              | 466,5 |
| 5.      | Obwód tarnopolski III 1. Wadym Mułyk 2. Dmytro Mazurczuk 3. Roman Suchomeniuk 4. Serhij Małyszczyk                                 | 417,0 |
| 6.      | Obwód iwanofrankiwski III 1. Andrij Waskuł 2. Iwan Zełenczuk 3. Ołeh Bondaruk 4. Wasyl Bojko                                       | 305,0 |
| 7.      | Drużyna mieszana (obwód iwanofrankiwski i obwód tarnopolski) 1. Ołeh Myroniuk 2. Wasyl Czawa 3. Bohdan Pawluk 4. Wołodymyr Ryżenko | 270,0 |
| 8.      | Obwód iwanofrankiwski IV 1. Stepan Pliszczuk 2. Rostysław Barewycz 3. Roman Mykytiuk 4. Bohdan Buchonko                            | 183,0 |

### Konkurs indywidualny (10.03.2013)
| Miejsce | Zawodnik             | Skok 1 | Skok 2 | Nota  |
| ------- | -------------------- | ------ | ------ | ----- |
| 1.      | Wołodymyr Werediuk   | 81,0   | 79,0   | 248,5 |
| 2.      | Andrij Kłymczuk      | 80,0   | 78,0   | 239,6 |
| 3.      | Wiktor Pasicznyk     | 74,5   | 77,0   | 222,8 |
| 4.      | Andrij Kalinczuk     | 73,0   | 72,0   | 210,0 |
| 5.      | Stepan Pasicznyk     | 73,5   | 71,5   | 209,0 |
| 6.      | Rusłan Bałanda       | 71,0   | 72,0   | 204,1 |
| 6.      | Witalij Szumbareć    | 69,0   | 74,0   | 204,1 |
| 8.      | Witalij Kaliniczenko | 70,5   | 72,0   | 201,5 |
| 9.      | Ihor Jakibjuk        | 71,0   | 68,0   | 195,3 |
| 10.     | Wasyl Żurakiwśkyj    | 69,5   | 67,0   | 189,3 |
| 11.     | Serhij Małyszczyk    | 68,0   | 67,5   | 183,1 |
| 12.     | Wałerij Morozow      | 67,0   | 66,5   | 181,2 |
| 13.     | Jewhen Marusiak      | 65,5   | 67,5   | 179,6 |
| 14.     | Ołeh Wiliwczuk       | 65,0   | 63,0   | 163,1 |
| 15.     | Mykoła Kusznirczuk   | 60,5   | 63,5   | 153,3 |
| 16.     | Witalij Dodiuk       | 63,0   | 58,5   | 149,8 |
| 17.     | Wadym Mułyk          | 63,5   | 57,0   | 145,6 |
| 18.     | Wasyl Marusiak       | 57,5   | 62,5   | 140,0 |
| 19.     | Roman Suchomeniuk    | 61,0   | 56,5   | 133,5 |
| 20.     | Ołeh Myroniuk        | 56,5   | 57,5   | 124,8 |
| 21.     | Iwan Zełenczuk       | 52,5   | 56,5   | 113,8 |
| 22.     | Maksym Suszkow       | 57,0   | 51,5   | 111,7 |
| 23.     | Andrij Waskuł        | 55,0   | 50,5   | 105,6 |
| 24.     | Bohdan Buchonko      | 51,5   | 51,0   | 96,0  |
| 25.     | Bohdan Pawluk        | 50,0   | 51,0   | 93,2  |
| 26.     | Rostysław Barewycz   | 48,0   | 49,0   | 82,4  |
| 27.     | Roman Mykytiuk       | 46,5   | 43,0   | 63,9  |
| 28.     | Stepan Pliszczuk     | 43,5   | 37,0   | 42,1  |
| 29.     | Wołodymyr Ryżenko    | 43,0   | 44,0   | 34,9  |
| 30.     | Wasyl Czawa          | 53,0   | DNS    | 52,1  |
| 31.     | Dmytro Mazurczuk     | 48,0   | DNS    | 40,6  |
| –       | Ołeh Bondaruk        | DNS    | –      | 0,0   |
| –       | Wasyl Bojko          | DNS    | –      | 0,0   |